# Paramonhystera trichina
Paramonhystera trichina är en rundmaskart. Paramonhystera trichina ingår i släktet Paramonhystera, och familjen Monhysteridae. Arten är reproducerande i Sverige.